# Elpénor

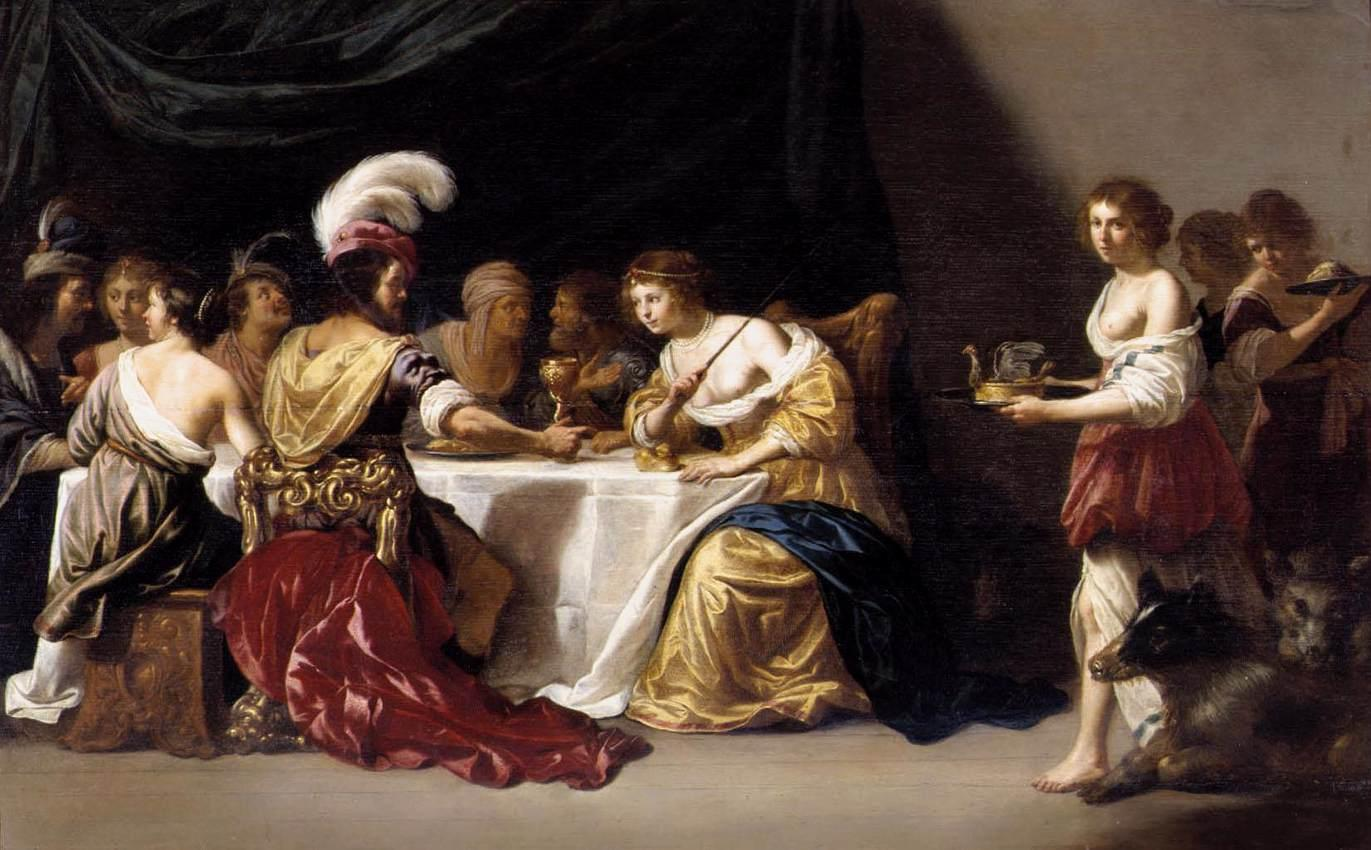
Odysseus a jeho druhové při návštěvě čarodějnice Kirké, autor:Jan van Bijlert (cca 1597 / 1598–1671)

Elpénor nebo Elpenor (starořecky Ἐλπήνωρ je v řecké mytologii voják ithackého krále Odyssea.
Elpenor byl ve válce proti Tróji nejmladším vojákem ithackého krále Odyssea. I když nepatřil mezi nejlepší bojovníky a ani rozumem příliš nevynikal, válku šťastně přežil.
Spolu s Odysseem pak prožíval dlouhou a strastiplnou cestu domů. Příčinou těchto strastí byl hněv boha Poseidona kvůli smrti Palaméda, kterou mu prý způsobil Odysseus z pomsty za to, že ho přinutil odejít do trojské války.
Když však připluli na ostrov Aiaia (jeho lokace není jistá, Robert Graves ho ztotožňuje s Lošinjem), na němž bydlela čarodějnice Kirké, štěstí Elpenora opustilo. Po pohoštění, které Kirké Odysseovi a jeho mužům přichystala, vylezl přemožen vínem na rovnou střechu jejího domu, aby si tam trochu pospal. Vzbudily ho až hlasy jeho druhů, kteří byli na odchodu a protože zapomněl, že je na střeše, rozběhl se za nimi a při pádu ze střechy se zabil.
Odysseus se později po cestě do vlasti dostal na práh podsvětí, kde potkal Elpenorova ducha, který ho při bezútěšném poletování prosil, aby dal jeho tělo spálit a pohřbít, neboť jinak nemůže odejít do říše mrtvých. Odyssea ještě požádal, aby mu na hrob položil jeho veslo. Odysseus jeho přání vyhověl. Vrátil se na ostrov Aiaia a pohřbil ho.
Homérův popis Odysseova setkání s duchem Elpenora v podsvětí je cenným dokladem o nejstarších řeckých představách o posmrtném životě.
Jean Giraudoux napsal román Elpénor (1919), který je humoristickým přepracováním mytologické látky.